# 岩井忠熊
岩井 忠熊（いわい ただくま、1922年〈大正11年〉8月17日 - 2023年〈令和5年〉11月4日）は、日本の歴史学者。専攻は日本近代史。立命館大学名誉教授。
熊本県熊本市出身。名前の「忠熊」は熊本生まれに因む。京都大学文学部卒業。立命館大学教授・副学長を歴任。

## 元特攻隊員
京都大学から学徒出陣した、特攻艇・震洋の元特攻隊員である。しかし、石垣島へ移送中に敵軍の魚雷攻撃を受けて船が沈没。3時間泳いだ末に救助され、特攻せずに存命したまま終戦を迎えた。元特攻隊員であることは晩年になってから明かしたことで、明かした理由は「特攻を公然と賛美する動きに腹が立ったからです」と語っている。
2歳上の兄・忠正も慶應義塾大学在学中に学徒出陣し、伏龍・回天の元特攻隊員であった。

## 親族
- 父 岩井勘六（陸軍少将）[5]

## 著書

### 単著
- 『明治国家主義思想史研究』（青木書店、1972年）
- 『天皇制と日本文化論』（文理閣、1987年）
- 『学問・歴史・京都』（かもがわ出版、1988年）
- 『天皇制と歴史学』（かもがわ出版、1990年）
- 『学徒出陣 - “わだつみ世代”の伝言』（かもがわ出版、1993年）
- 『明治天皇 - 「大帝」伝説』（三省堂、1997年）
- 『大陸侵略は避け難い道だったのか - 近代日本の選択』（かもがわ出版、1997年）
- 『近代天皇制のイデオロギー』（文理閣、1998年）
- 『西園寺公望 - 最後の元老』（岩波書店、2003年）
- 『戦争をはさんだ年輪 一歴史研究者のあゆみ』（部落問題研究所、2003年）
- 『陸軍・秘密情報機関の男』（新日本出版社、2005年）

### 共著
- 〈後藤靖〉『天皇制と代替り』（かもがわ出版、1989年）
- 〈岩井忠正〉『特攻 自殺兵器となった学徒兵兄弟の証言』（新日本出版社、2002年）
- 〈岩井忠正〉『特攻 最後の証言 100歳・98歳の兄弟が語る』（河出書房新社、2020年）

### 編著書
- 『近代日本社会と天皇制』（柏書房、1988年）
- 『天皇代替り儀式の歴史的展開 - 即位儀と大嘗祭』（柏書房、1989年）
- 『天皇制国家の統合と支配』（文理閣、1992年）
- 『国際貢献論とアメリカ新戦略 - 世界の中の日本の針路』（大月書店、1993年）
- 『まちと暮らしの京都史』（文理閣、1994年）